# Crema
Crema là một thị xã ở tỉnh Cremona, vùng Lombardia phía bắc Italia. Thị xã nằm bên sông Serio 43 km so với Cremona. Dân số năm 2001 là 32.913 người.
Kinh tế địa phương chủ yếu dựa vào ngành nông nghiệp.

## Công trình nổi bật
- Palazzo Comunale ("Tòa thị chính")
- Palazzo Pretorio
- Palazzo Vescovile

## Kết nghĩa
- Melun, Pháp từ năm 2001